# Ptiloris victoriae
Ptiloris victoriae là một loài chim trong họ Paradisaeidae.